# SAZAS letna lestvica slovenskih skladb 2009
SAZAS letna lestvica najbolj predvajanih slovenskih skladb 2009, ki vključuje le domače izvajalce za dve TOP 500 lestvici: reparticijski razred 100 (nacionalni radio) in razred 110 (komercialne postaje). Lestvica prvič po novi metodologiji prikaže in objavi število predvajanj.

## Kategorija
Celotna lestvica obeh kategorij obsega Top 500 slovenskih skladb leta 2009.
| Mesto | Naslov                     | Izvajalec         | Št. predvajanj |
| ----- | -------------------------- | ----------------- | -------------- |
| 1     | "Čas bo na moji strani"    | Gal Gjurin        | 209            |
| 2     | "Love song"                | Dan D             | 209            |
| 3     | "Si OK"                    | Jan Plestenjak    | 207            |
| 4     | "Namesto srca"             | Tabu              | 200            |
| 5     | "Kaj vse bi dal"           | Gal Gjurin        | 188            |
| 6     | "Zadnji dan"               | Alya & Rudi Bučar | 176            |
| 7     | "Ljubezen je padla z neba" | Tinkara Kovač     | 172            |
| 8     | "Google me"                | Dan D             | 171            |
| 9     | "Drugače ne znam"          | Jadranka Juras    | 165            |
| 10    | "En lep dan"               | 6 Pack Čukur      | 164            |
| 11    | "Domine"                   | Neisha            | 150            |
| 12    | "Cesta"                    | Vlado Kreslin     | 147            |
| 13    | "This Time"                |                   | 140            |
| 14    | "Kadar sva sama"           | Olivia            | 131            |
| 15    | "Moj problem"              | Dan D             | 129            |
| 16    | "Vsak je sam"              | Alenka Godec      | 129            |
| 17    | "Absolutely moj"           | Alya              | 125            |
| 18    | "Pesek in dotik"           | Tabu              | 123            |
| 19    | "Kaj me briga"             | Brendi            | 123            |
| 20    | "Ta noč je moja"           | Trkaj ft. Benč    | 120            |

| Mesto | Naslov                           | Izvajalec                            | Št. predvajanj |
| ----- | -------------------------------- | ------------------------------------ | -------------- |
| 1     | "Vsak je sam"                    | Alenka Godec                         | 3729           |
| 2     | "Si OK"                          | Jan Plestenjak                       | 3469           |
| 3     | "Namesto srca"                   | Tabu                                 | 3238           |
| 4     | "Zavrtela sva svet"              | Nejc Lombardo                        | 2817           |
| 5     | "Kaj vse bi dal"                 | Gal Gjurin                           | 2798           |
| 6     | "Love song"                      | Dan D                                | 2477           |
| 7     | "Vojna idej (akustična verzija)" | Siddharta                            | 2035           |
| 8     | "Zadnji dan"                     | Alya & Rudi Bučar                    | 1907           |
| 9     | "Čist en mejhn radio"            | Kingston                             | 1798           |
| 10    | "Cesta"                          | Vlado Kreslin                        | 1678           |
| 11    | "Jutranja"                       | Dan D                                | 1675           |
| 12    | "Pride pride dan"                | Jan Plestenjak                       | 1670           |
| 13    | "Z Goričkega v Piran"            | Vlado Kreslin                        | 1611           |
| 14    | "Čas bo na moji strani"          | Gal Gjurin                           | 1607           |
| 15    | "Absolutely moj"                 | Alya                                 | 1598           |
| 16    | "Life goes up"                   | Tangels                              | 1576           |
| 17    | "Moja"                           | Toše Proeski                         | 1561           |
| 18    | "I still carry on"               | Omar Naber                           | 1557           |
| 19    | "Google me"                      | Dan D                                | 1554           |
| 20    | "Strup"                          | Rebeka Dremelj ft. Natalija Verboten | 1437           |